# Посольство Украины в США
Посольство Украины в Вашингтоне (укр. Посольство України у Вашингтоні) — главная дипломатическая миссия Украины в США, расположена на северо-западе Вашингтона на М-стрит, 3350 в коммерческом районе Джорджтауна. Кроме посольства Украина имеет на территории США генеральные консульства в Нью-Йорке, Сан-Франциско и Чикаго.

## Дипломатические отношения
История американо-украинских дипломатических отношений начинается с 26 декабря 1991 года, когда США признали Украину.

## Дом Форреста-Марбери
Посольство занимает дом Форреста-Марбери. Дом был построен в 1788 году и в нём долгое время проживал военный деятель и мэр города (тогда Таун-оф-Джордж, позже Джорджтаун) Юриа Форрест, один из лидеров по переносу американской столицы. 29 марта 1791 года здесь на торжественном обеде, посвящённом переносу столицы, присутствовали Джордж Вашингтон и другие руководители. В 1800 году дом был куплен Уильямом Марбери, юристом и известным союзником президента Джона Адамса. Его семья проживала в доме вплоть до 1891 года. Долгое время после этого дом занимали различные коммерческие предприятия, последним из которых был ночной клуб Десперадос. В 1986 году дом был полностью восстановлен в своём изначальном виде. 31 декабря 1992 года он был куплен Украиной для своего нового посольства.
В 1997 году была открыта мемориальная комната Джорджа Вашингтона.

## Послы Украины в США

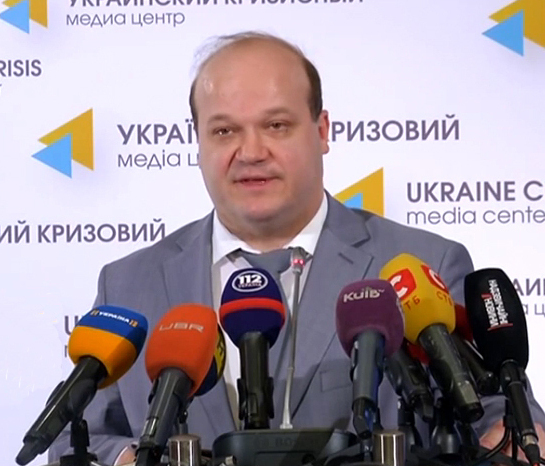
Посол Украины в США
(2015—2019) Валерий Чалый

- Олег Билорус (6 марта 1992[2]—12 сентября 1994[3])
- Юрий Щербак (22 октября 1994[4]—18 ноября 1998[5])
- Антон Бутейко (18 ноября 1998[6]—24 декабря 1999[7])
- Константин Грищенко (28 января 2000[8]—2 сентября 2003[9])
- Михаил Резник (10 ноября 2003[10]—21 июня 2005[11])
- Сергей Корсунский (2005) временный поверенный
- Олег Шамшур (19 декабря 2005[12]—12 мая 2010[13])
- Александр Моцик (11 июня 2010[14]—14 апреля 2015[15])
- Ярослав Брисюк (2015) временный поверенный
- Валерий Чалый (10 июля 2015[16]—19 июля 2019[17])
- Владимир Ельченко (18 декабря 2019[18]—25 февраля 2021[19])
- Оксана Маркарова (с 25 февраля 2021[20])